# Billy Cannon Jr.
William Abb Cannon Jr. (Baton Rouge, 8 ottobre 1961) è un ex giocatore di football americano statunitense che ha militato nel ruolo di linebacker nella National Football League (NFL).

## Carriera
Al college Cannon giocò a football a Texas A&M. Fu scelto come venticinquesimo assoluto nel Draft NFL 1984 dai Dallas Cowboys. Nella prima metà della sua stagione da rookie fu l'outside linebacker destro di riserva, alternandosi con Anthony Dickerson. Dopo otto partite tuttavia gli fu riscontrata una condizione congenita alla colonna vertebrale che si aggravò dopo un placcaggio sul running back dei New Orleans Saints Wayne Wilson. Cannon rimase a terra incosciente, subì danni a due vertebre vicino al collo e rimase brevemente paralizzato alle gambe e alle braccia. Per evitare il rischio di una paralisi definitiva fu così costretto al ritiro.

## Vita privata
È il figlio di Billy Cannon, vincitore dell'Heisman Trophy e professionista nell'American Football League.